# Horoya Athlétic Club
Cet article concerne la section football du Horoya Athletic Club. Pour les autres sections, voir Horoya Athletic Club (club omnisports).
Pour les articles homonymes, voir HAC.
 (février 2021).
Si vous disposez d'ouvrages ou d'articles de référence ou si vous connaissez des sites web de qualité traitant du thème abordé ici, merci de compléter l'article en donnant les références utiles à sa vérifiabilité et en les liant à la section « Notes et références ».
Maillots
Actualités
Le Horoya Athlétic Club (H.A.C) est un club de football guinéen fondé en 1978 et basé à Conakry sur la rive droite de la ville ou corniche sud (zone comprise entre Lansébounyi, Coléah, Mafanco, Madina, Matam, Bonfi, Gbessia, Yimbaya et Matoto).
Le club connaît un succès certain vers la fin des années 1970 avec le titre de vainqueur de la Coupe d'Afrique des vainqueurs de coupes en 1978 face au NAHD d'Algérie.
Le Horoya entretient des rivalités de longue date avec certains clubs, notamment le Hafia FC et AS Kaloum. En 2012, le Horoya est racheté par un homme d'affaires guinéen Mamadou Antonio Souaré.
Le club évolue aujourd'hui au Stade du 28 septembre de Conakry.

## Historique

### Débuts du club
Horoya AC voit le jour en 1975, sur les cendres de l'équipe fédérale de Conakry III, comprenant dans le découpage administrative de l'époque, le 5e et 7e arrondissement.
En 1978, Horoya Athletic Club remporte, en décembre 1978, la Coupe d’Afrique des Vainqueurs de Coupes. Horoya donne l’ossature de la première équipe nationale guinéenne à participer à une compétition mondiale de football. Les premiers pas se démontrent au Japon, lors de la Coupe du monde de football des moins de 20 ans avec une génération comprenant Combin, Nfansoumane, Abou Daga, Kinani… sous la houlette de D. Mario Diabaté.
En 1984, après l’arrivée des militaires au pouvoir, le 3 avril, l’État se désengage de la gestion directe des clubs désormais affectés aux trois fédérations de Conakry. Horoya AC devient ainsi l’équipe de Conakry 3.
À partir de 1985, Horoya AC fournira pendant longtemps, les ossatures des différentes sélections nationales. C'est la belle époque des Fodé Laye Camara, Cissé Zimako, Lobilo Diallo, Boubacar Diawara, Joe Gallé Camara, Ballamodou Condé, Souleymne Oularé, Souaré Mamady Passarella, Abdoul Salam Sow, Hamidou Camara, Lamine Conté-Junior Toumbou, Lamine Bangoura, sous la houlette  de Kamal Moukarim, Diaby, Cheick Dem et par la suite Nfamory Touré.

### Ère Antonio Souaré
Au fil des années, avec l’option libérale et la décomposition de Conakry en 5 communes, l’idée de gestion mixte (commune et privé) des clubs prend corps. Ainsi avec la Commune de Matam, tutrice officielle du club, les présidents se succèdent de 1985 à 2012.
En 2011, l’homme d’affaires Antonio Souaré, propriétaire du groupe de communication Business Marketing Group et de la société de paris sportifs Guinée Games prend la présidence du club. En 2016 le club dispose depuis d’un budget de 5 millions de dollars. Après plusieurs années d'échec aux qualifications compétitions africaines, en 2017, Horoya AC se qualifie pour les phases de poules Coupe de la confédération où il s'arrête à cette stade de la compétition.
En 2018, Horoya AC se qualifie pour la première fois de son histoire pour les phases de groupes de la ligue des champions de la CAF.

## Identité du club

### Couleurs

les couleurs du club

Les couleurs du club sont, depuis son origine, le rouge et le blanc. Le rouge, symbole du sang des martyrs, tombés pour la conquête de l’indépendance ; le blanc, pour la pureté et l’espérance en un avenir meilleur. Le nom Horoya signifie la liberté dans plusieurs langues locales ; en arabe, Horoya signifie aussi liberté.

### Maillots
Le maillot de Horoya AC a changé au cours des années, mais le maillot domicile reste le rouge et blanc. Le maillot extérieur reste toujours le blanc avec des motifs rouges.

### Historique du logo

Historique des logos du Horoya
1978-2014
2014-2016
Depuis 2016

## Palmarès et résultats

### Palmarès
Le tableau suivant récapitule les performances du Horoya Athletic Club  dans les diverses compétitions guinéennes et africaines.
| Compétitions nationales | Compétitions internationales                                                                              |
| - Championnat de Guinée (21) (record) : - Champion : 1986, 1988, 1989, 1990, 1991, 1992, 1994, 2000, 2001, 2011, 2012, 2013, 2015, 2016, 2017, 2018, 2019, 2020, 2021, 2022, 2025 - Coupe de Guinée (9) - Vainqueur : 1989, 1994, 1995, 1999, 2013, 2014, 2016, 2018, 2019 - Supercoupe de Guinée (5) - Vainqueur : 2012, 2013, 2014, 2017, 2018 | - Coupe d'Afrique des vainqueurs de coupe (1) - Vainqueur : 1978 - Coupe de l'UFOA (1) - Vainqueur : 2009 |

### Records
- Khadim N'Diaye est le premier et seul joueur du club à avoir participé à une phase finale de Coupe du monde en 2018.

## Personnalités du club

### Présidents
Le tableau suivant récapitule les différents présidents du Horoya Athletic  Club depuis 1984.
| Nat. | Nom                    | Période     |
| ---- | ---------------------- | ----------- |
|      | Roda Fawaz             | 1984-85     |
|      | Mamady Kaba Aredor     | 1985-86     |
|      | Issiaga Sylla Socomer  | 1986-88     |
|      | Mamady Sy Savane       | 1988-93     |
|      | Jean Alfred Mathos     | 1993-95     |
|      | Karamoko Diaby         | 1995-96     |
|      | Sekou Oumar Diallo     | 1996-97     |
|      | Ibrahima Sory Conte    | 1997–03     |
|      | Laye Oumar Koulibaly   | 2004-08     |
|      | Jean Alfred Mathos     | 2008-12     |
|      | Mamadou Antonio Souaré | depuis 2012 |

### Entraîneurs
La suivante récapitule les différents entraîneurs du Horoya Athletic Club.
- Mario Diabaté
- Pierre Bangoura
- Mohamed Dansoko
- Souleymane Cherif
- Mohamed Lamine Kaba
- Mory Conde (La Valeur)
- Lappé Bangoura
- Mamadouba Sylla
- Aboubacar Fofana
- Mohamed Zouba Camara
- Amara Péle
- Mohamed Sylla (Leandro)
- Ibrahima Sory Toure (Damas)
- Issiaga Fadiga
- Théophile Bola
- Amara Traore
- Lappé Bangoura
- Victor Zvunka
- Patrice Neveu
- Lamine N'diaye
- Romain Folz
- Nouhoum Diané

### Joueurs importants
- Fodé Laye Camara
- Cissé Zimako
- Lobilo Diallo
- Boubacar Diawara
- Joe Gallé Diallo
- Ballamodou Condé
- Souleymane Oularé
- Souaré Mamady Passarella
- Abdoul Salam Sow
- Hamidou Camara
- Lamine Conté-Junior Toumbou
- Lamine Bangoura
- Khadim N'Diaye
- Ibrahima Sory Sankhon
- Naby Keita
- Morlaye Sylla
- Moussa camara pinpin

### Staff technique
| Nouhoum Diané    | Entraîneur              |
| Issiaga Fadiga   | Entraîneur adjoint      |
| Kémoko Camara    | Entraîneur des gardiens |
| Cyril Plouzennec | Préparateur physique    |
| Ibrahima Barry   | Intendant               |
|                  | Docteur                 |
| Sékou Bangoura   | Kiné                    |
|                  | Physio                  |

## Structures du club

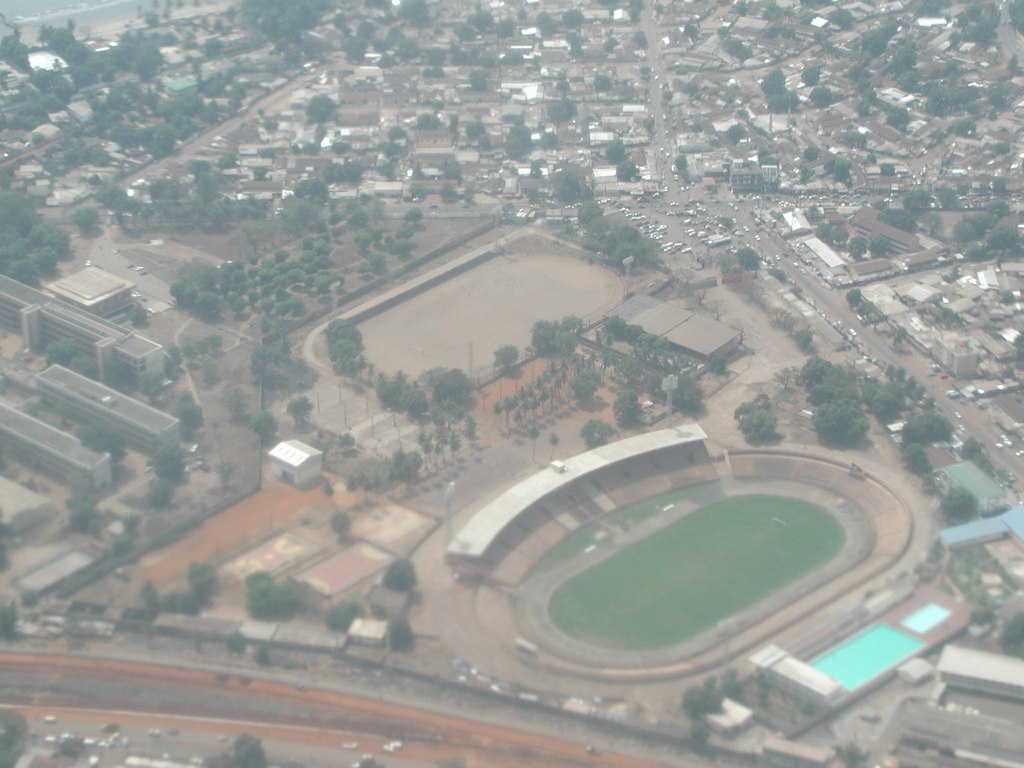
Stade du 28 septembre à Conakry.

### Installations du club

#### Stades
Le Stade du 28 septembre est la principale enceinte sportive de Guinée. Il est situé à Conakry et a une capacité estimée à 25 000 places. Horoya AC y dispute ses matches à domicile.
Le propriétaire du Horoya AC, Antonio Souaré a mis en place un projet de construction du centre sportif et des loisirs de Yorokoguia tout près de Dubréka. Il sera doté d'un stade de 15 000 places.

#### Centre sportif et des loisirs de Yorokoguia
Construit sur 11 hectares, le centre répond à plusieurs vocations. Le complexe dispose d'une académie qui peut héberger plus de 80 apprentis de football 4 générations simultanées. Il dispose actuellement d'un terrain synthétique pour la formation aux normes FIFA. À terme, le centre sera doté d'un stade de 15 000 places. Côté loisirs, le complexe dispose un hôtel 5 étoiles et un restaurant panoramique.

### Finances
Le budget du club s'élève à 5 millions de dollars en 2016.

## Culture populaire

### Rivalités sportives
Conakry est la ville de la Guinée où le football est le sport le plus pratiqué avec un grand nombre de clubs évoluant en première division dont les clubs phares de la ville : le Horoya AC, Hafia FC et AS Kaloum Star qui animent les compétitions de la première division guinéenne depuis des années. Le club du Horoya a comme rivaux sportifs , lautre club phare de la ville , le Hafia FC , et le AS Kaloum. Ces rivalités s'expliquent par les titres remportés par ces trois clubs qui sont les trois meilleurs clubs de football du championnat guinéen. Le derby de entre Horoya et AS Kaloum est surnommé le classico guinéen.

### Relations avec les médias
Le groupe CIS Médias couvre généralement par l'actualité du Horoya AC dont le propriétaire est le président du club Mamadou Antonio Souaré. Ce groupe dispose d'une radio et une télévision qui diffuse les matchs du Horoya AC en direct.